# František Geisler
František Josef Geisler (25. července 1918 Hall in Tirol – 18. září 1944 Pastwiska, Polsko) byl československý důstojník a kapitán v Britské armádě (1942–1944). Padl při Karpatsko-dukelské operaci když zachraňoval své zraněné vojáky.

## Život

### Mládí

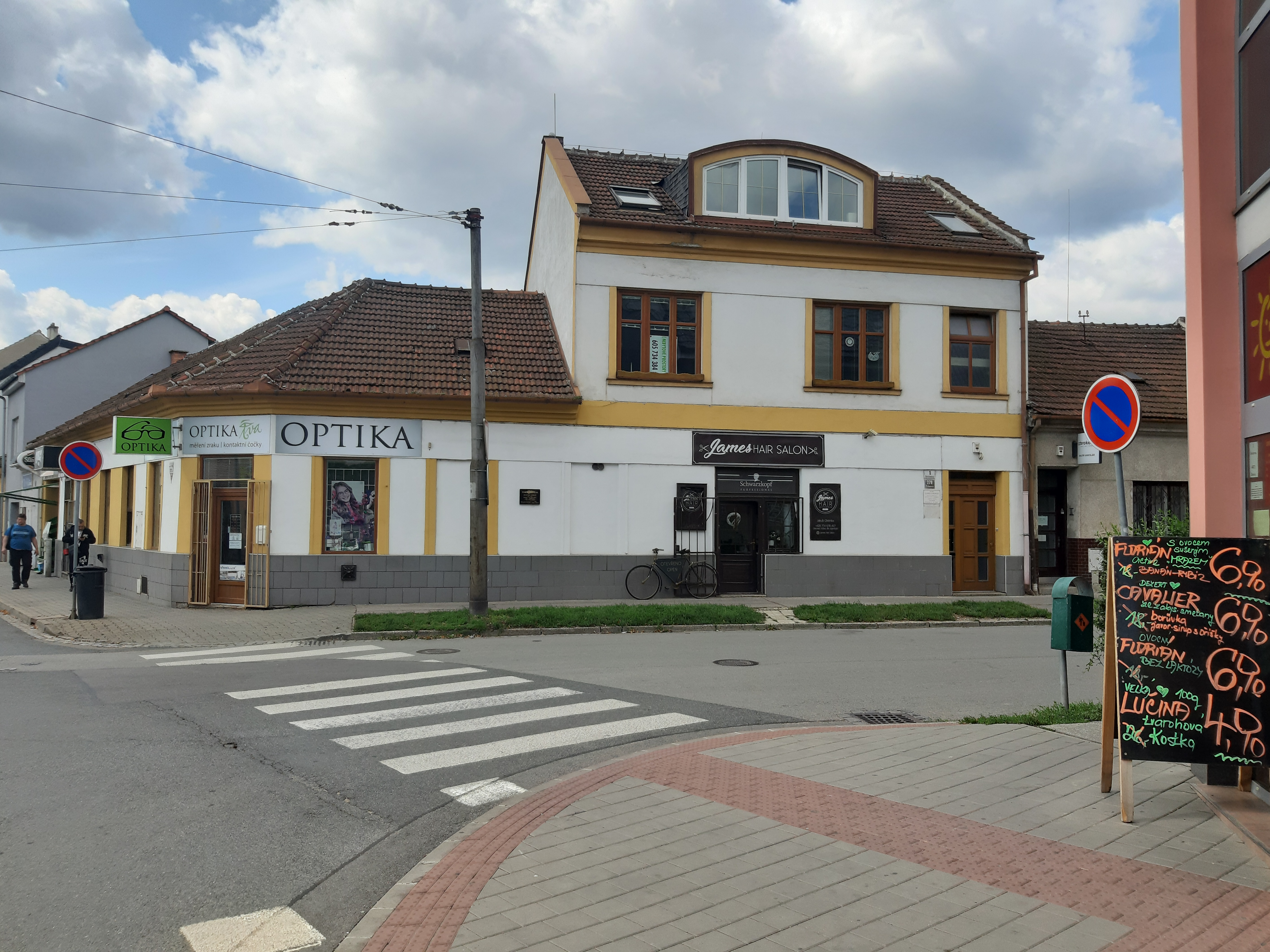
V tomto domě (Brno-Židenice, ulice "Geislerova") žil.

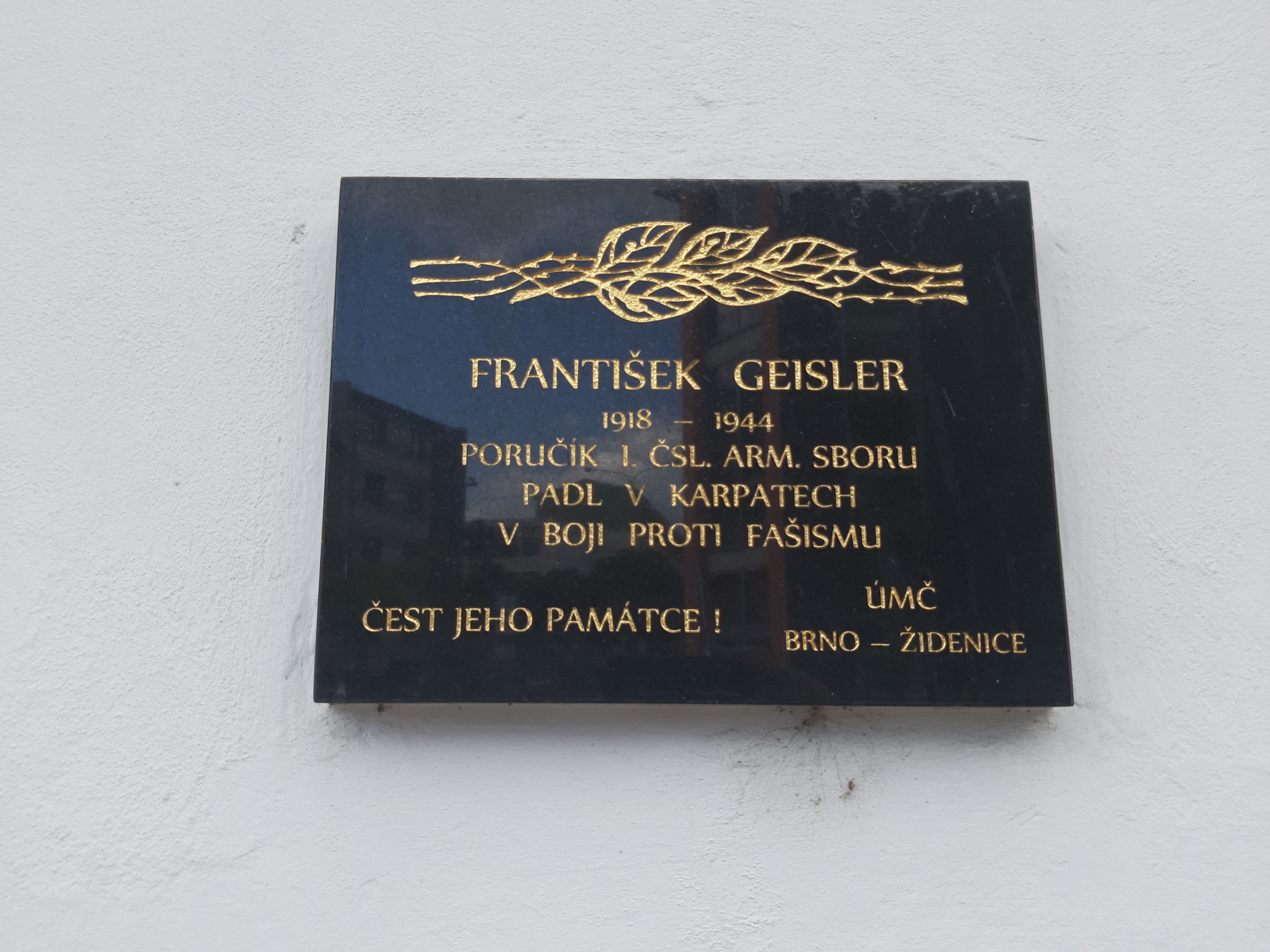
Památeční plaketa na domě.

Otec Františka Geislera byl přednosta pošty v Jižních Čechách. V roce 1920 se s rodinou přestěhovali do Košic na Slovensku, kde jeho otec převzal pozici přednosty pošty pro východní Slovensko. V roce 1924 začal F. Geisler studovat v Košicích a maturoval v roce 1937. Následující rok se s rodinou přestěhoval do Brna, kde jeho otec převzal pozici přednosty pošty pro Jižní Moravu.
V září 1939 začal František Geisler studovat na Vysoké škole zemědělské a lesnické v Brně, ale 17. 11. 1939 Němci univerzitu zavřeli. O měsíc později, po mnoha debatách s přáteli, F. Geisler opustil Československo a spolu s dalšími odešel přes Slovensko, Maďarsko, Srbsko, Řecko, Turecko, Sýrii, Maroko, Alžírsko do Francie.

### Válka
Do Agde ve Francii dorazil 4. 2. 1940, kde vstoupil do Československé armády a prošel výcvikem ve Svobodné Francouzské armádě. S pádem Francie byla jeho jednotka evakuována do Liverpoolu a dále přesunuta do Cholmondeley Park u Manchesteru v Anglii.

#### V Anglii
Po důstojnickém výcviku byl F. Geisler 26. 5. 1940 povýšen do hodnosti podporučíka a poslán k Čs. brigádě v Leamington Spa, Warwickshire, kde pokračoval ve výcviku. V zimě 1941–42 byla brigáda přesunuta k Yeovil.
F. Geisler absolvoval výcvik u Commandos (6. 4. 1942 – 20. 4. 1942) kurz „no.5 Western Command Assault and battle School Llanberis“ v Severním Walesu.
Následně ve Skotsku na zámku Commandos u Fort William absolvoval „Western Command Junior Leaders School“ v Stokesay Court, Onibury, Craven Arms Shropshire, kde byl 23. 4. 1942 přijat do Britské armády. Do 4. 6. 1942 působil jako instruktor v „Rifle Wing“.
Od 5. 7. 1942 pokračoval ve výcviku a 10. 7. 1942 dokončil „the Assault and Battle School Llanberis course“ s doporučením na vyššího instruktora (higher instructor) od plk. Lorda Digby (Inspektor pěchoty výcvikového zařízení).

##### Tajné mise a speciální výcvik
V hodnosti kapitána Britské armády absolvoval tajné mise ve Francii u Boulogne s 11. regimentem Commandos jako velitel čety (30 mužů).
Bylo rozhodnuto, že F. Geisler bude vycvičen pro speciální operace v Československu a pro tyto účely absolvoval SOE výcvikový kurz v Arisaig v severozápadním Skotsku. 22.8.1942 až 19.9.1942 absolvoval „Course 9 Arisaig (STS25)“, byl ubytován v „Traigh House“. Dále 31.10.1942 až 28.11.1942 absolvoval „Course no.11 Arisaig (STS25)“, byl ubytován v Traigh House. Po dokončení druhého kurzu, na přelomu roku 1942 a 1943, absolvoval František Geisler parašutistický výcvik v Ringway Manchester, kde absolvoval 84 seskoků.
Po dokončení parašutistického výcviku byl přiřazen k „Frinton – II Corps District Intelligence School“ kde se připravoval na mise v okupovaném Československu. O období do poloviny roku 1943 se nic neví, je ale pravděpodobné, že se podílel na tajných operacích nebo podporoval operace v Československu.
V druhé polovině roku 1943 byl F. Geisler zpět ve Frintonu. V Dovercourt, potkal Angličanku Joyce Locke, se kterou se 16. 09. 1943 oženil. Měsíc na to byl povýšen do hodnosti poručíka Československé armády. Dále následovaly další operace během zimy 1943/1944 až do května 1944 kdy byly při přípravě na invazi do Evropy všechny tajné operace ukončeny.

#### 2. československá paradesantní brigáda v SSSR
Byl uvolněn ze služby a válka pro něj mohla skončit, ale když se doslechl o 2. Čs. parabrigádě formované k nasazení na východní frontě. František Geisler se dobrovolně přihlásil k této jednotce aby se podílel na osvobození svého domova z východu.
Dne 15. 7. 1944 odjel vlakem s dalšími důstojníky z brigády do Grenoch kde se nalodili a 18.7.1944 odjeli konvojem přes Gibraltar do Port Said, odkud po souši a po moři přes Damašek, Basru, Baku a dále až na frontu, která v té době byla na polských hranicích.
Přesně dva měsíce později 18. 9. 1944 byl František Geisler zabit v akci, když zachraňoval své zraněné vojáky v bitvě u vesnice Pastwiska v Polsku, 15 kilometrů od Československých hranic.
V Brně má F. Geisler pamětní tabuli na budově pošty a je po něm pojmenovaná i jedna z brněnských ulic.

## Vyznamenání
- Československý válečný kříž 1939, udělený posmrtně 17. 3. 1947
- Československá medaile za zásluhy, I. stupeň, udělená posmrtně 17. 3. 1947
- Pamětní medaile Za věrnost a brannost, udělená posmrtně 1947
- Pamětní odznak Za účast v národním boji za osvobození Československa v r. 1939+1945, udělena posmrtně 1948
- Československý vojenský řád Za svobodu, Zlatá hvězda, udělená prezidentem ČSR (1949)
- Dukelská pamětní medaile (1959)